# Saint-Barnabé
Saint-Barnabé (tiếng Breton: Sant-Barnev) là một xã của tỉnh Côtes-d'Armor, thuộc vùng Bretagne, tây bắc Pháp.

## Dân số
Người dân ở Saint-Barnabé được gọi là Barnabéens.